# Pedu
Pedu is een bestuurslaag in het regentschap Ogan Komering Ilir van de provincie Zuid-Sumatra, Indonesië. Pedu telt 1772 inwoners (volkstelling 2010).